# جون شيران
جون شيران (بالإنجليزية: John Sheran)‏ هو مدرب كرة قدم ولاعب كرة قدم بريطاني في مركز قلب الدفاع، ولد في 8 أغسطس 1960 في Torphins ‏ في المملكة المتحدة. لعب مع نادي مونتروز لكرة القدم.